# Старощербинівська
Старощербинівська — станиця на півночі Краснодарського краю, це адміністративний центр Щербинівського району, утворює Старощербинівське сільське поселення.
Населення — 18,5 тисяч мешканців (2002), найбільший населений пункт району.

## Географія
Старощербинівська розташована в низов'ях річки Єя, (сточище Азовського моря), 33 км на схід від Єйська. Залізнична станція на лінії Єйськ — Старомінська.

## Історія
- Курінь Щербинівський — один з 38 куренів Чорноморських козаків, переселених на Кубань, курінь засновано на новому місці в травні 1794. Місце для розселення обрали у стратегічно важливого історичного Чорного броду — гати-переправи в гирлі Єї, де раніше існувало ногайське (кримське) укріплення.
- У 1801 — населення куреня 1789 мешканців, 9 вітряків.
- У 1809–1811, в курінь були переселені 2178 переселенців з Полтавської і Чернігівської губерній.
- У 1821–1822, були додатково переселені козаки-малороси, чисельність дворів в Щербинівському курені збільшилося з 588 до 774.
- 9 червня 1827 курінне селище почало називатися Старощербинівським, у зв'язку з утворенням Новощербинівського.

- До 1920, станиця Старощербинівська входила в Єйський відділ Кубанської області.
- Взимку 1933, станиця Старощербинівська була занесена на «Чорні дошки». Населення станиці скоротилося з 22 до 5 тисяч.

## Відомі люди
- Варивода Петро Семенович (1928-1996) — диригент, лауреат Шевченківської премії.
- Клячко Михайло — козак полку Чорних Запорожців Армії УНР.
- Сідельник Григорій Герасимович — повстанський ватажок на Кубані.